# Kanton Bligny-sur-Ouche
Het kanton Bligny-sur-Ouche is een voormalig kanton van het Franse departement Côte-d'Or. Het kanton maakte deel uit van het arrondissement Beaune. Het kanton is op 22 maart 2015 opgeheven waarop de gemeenten werden opgenomen in het kanton Arnay-le-Duc.

## Gemeenten
Het kanton Bligny-sur-Ouche omvatte de volgende gemeenten:
- Antheuil
- Aubaine
- Auxant
- Bessey-en-Chaume
- Bessey-la-Cour
- Bligny-sur-Ouche (hoofdplaats)
- La Bussière-sur-Ouche
- Chaudenay-la-Ville
- Chaudenay-le-Château
- Colombier
- Crugey
- Cussy-la-Colonne
- Écutigny
- Lusigny-sur-Ouche
- Montceau-et-Écharnant
- Painblanc
- Saussey
- Thomirey
- Thorey-sur-Ouche
- Veilly
- Veuvey-sur-Ouche
- Vic-des-Prés